# Uwe Büschken
Uwe Büschken (* 16. Oktober 1953 in Oberhausen) ist ein deutscher Schauspieler und Synchronsprecher.

## Wirken
Büschken lieh bereits vielen Schauspielern seine Stimme, z. B. Matthew Broderick, Hugh Grant, Colin Firth, Tom Cavanagh, Ed Helms, Matthew Perry, Will Ferrell, Woody Harrelson, Luke Wilson und Bob Saget in der Sitcom Full House (1987–1995). Büschken spricht auch in den Anime-Serien Dragonball Z, Dragonball GT, Dragonball Z Kai und Dragonball Super den Dämonen Boo. Ferner spricht er die Labormaus Pinky aus der Zeichentrick-Serie Pinky und der Brain.
Er ist auch in einigen Dieter-Hallervorden-Filmen zu sehen, z. B. in Didi – Der Experte und Didi auf vollen Touren.
Büschken lebt in Berlin, die Synchronsprecherin Olivia Büschken ist seine Tochter.

## Synchronarbeiten (Auswahl)
Colin Firth
- 2003: Was Mädchen wollen als Lord Henry Dashwood
- 2007: Die Girls von St. Trinian als Geoffrey Thwaites
- 2008: Mamma Mia! als Harry Bright
- 2018: Mamma Mia! Here We Go Again als Harry Bright

David Eigenberg
- seit 2012: Chicago Fire als Christopher Herrmann

Ed Helms
- 2009: Hangover als Stu Price
- 2011: Hangover 2 als Stu Price
- 2011: Jeff, der noch zuhause lebt als Pat
- 2011: Willkommen in Cedar Rapids als Tim Lippe
- 2013: Hangover 3 als Stu Price
- 2013: Wir sind die Millers als Brad Gurdlinger
- 2013: Wilfred (Fernsehserie) als Darryl
- 2014: Stretch als Karl
- 2014: They Came Together als Eggbert
- 2014: Verrückt nach Barry als Ben
- 2014: Das Büro (Fernsehserie) als Andy Bernard
- 2014: The Mindy Project (Fernsehserie) als Dennis
- 2015: Alle Jahre wieder – Weihnachten mit den Coopers als Hank
- 2015: Vacation – Wir sind die Griswolds als Rusty Griswold
- 2016: Brooklyn Nine-Nine (Fernsehserie) als Jack Danger
- 2018: Catch Me! als Hogan ‘Hoagie’ Malloy

Greg Kinnear
- 1997: A Smile Like Yours – Kein Lächeln wie Deins als Danny Robertson
- 2012: Love Stories – Erste Lieben, zweite Chancen als William Borgens

Hugh Grant
- 1995: Nine Months als Samuel Faulkner
- 1995: Sinn und Sinnlichkeit als Edward Ferrars

Leland Orser
- 1999: Resurrection – Die Auferstehung als Det. Andrew Hollinsworth
- 2014: 96 Hours – Taken 3 als Sam

Matthew Broderick
- 1998: Godzilla als Nick Tatopoulos
- 1999: Inspektor Gadget als John Brown/Inspektor Gadget/Robo Gadget
- 2004: Die Frauen von Stepford als Walter Eberhart
- 2005: The Producers als Leo Bloom
- 2011: Happy New Year als Mr. Buellerton

Steve Carell
- 2006: Beim ersten Mal als Steve Carell
- 2008: Horton hört ein Hu! als Bürgermeister von Huheim
- 2014: Foxcatcher als John du Pont
- 2020: Space Force als General Mark R. Naird

Will Ferrell
- 2004: Melinda und Melinda als Hobie
- 2005: Verliebt in eine Hexe als Jack Wyatt/Darrin Stephens
- 2014: The LEGO Movie als Der Mann von oben
- 2019: The LEGO Movie 2 als Der Mann von oben

Vidar Sandem
- 2019: Kommissar Wisting als Fred Iversen

Woody Harrelson
- 1998: Der schmale Grat als Sgt. Keck
- 2003: Abgezockt! als Woods

Matthew Perry
- 1999: Ein Date zu dritt als Oscar Novak
- 2000: Keine halben Sachen als Nicholas „Oz“ Oseransky
- 2004: Keine halben Sachen 2 – Jetzt erst recht! als Nicholas „Oz“ Oseransky

Pasha D. Lychnikoff
- 2011: Bucky Larson: Born to Be a Star als Vertriebspartner #2
- 2014: Tokarev – Die Vergangenheit stirbt niemals als Chernov

Stephen Jennings
- 2018: The Kissing Booth als Mr. Evans
- 2020: The Kissing Booth 2 als Mr. Evans
- 2021: The Kissing Booth 3 als Mr. Evans

Akio Ōtsuka
- 2002–2004, seit 2018: Detektiv Conan als Inspektor Sango Yokomizo
- 2010: Detektiv Conan: Der nachtschwarze Jäger als Sango Yokomizo

### Filme
- 1985: Drei gegen Drei als Walter
- 2000: Der kleine Vampir – Tommy Hinkley als Bob Thompson
- 2001: Jurassic Park III – Alessandro Nivola als Billy Brennan
- 2003: Flight Girls – Mike Myers als John Witney
- 2003: 3 Engel für Charlie – Volle Power als Peter Komisky
- 2004: Das geheime Fenster – Matt Holland als Det. Steven Bradley
- 2008: Jumper – Michael Winther als Bankdirektor
- 2009: (500) Days of Summer – Clark Gregg als Vance
- 2014: Zauber einer Weihnachtsnacht – Jonathan Potts als Mr. Jenkins
- 2014: Transformers: Ära des Untergangs – Thomas Lennon als Greg, Chief of Staff
- 2015: Dragon Ball Z – Kampf der Götter – Kôzô Shioya als Boo
- 2016: Zoomania – Don Lake als Stu Hopps
- 2017: Cars 3: Evolution – Bob Costas als Heiko Water
- 2019: Gemini Man – Douglas Hodge als Jack Willis

### Serien
- 1987–1995: Full House – Bob Saget als Danny Tanner
- 1995–2001: Pinky und der Brain – Rob Paulsen als Pinky
- 1995–1996: Wendy – Peter Muller als Michael Reimer
- 1999–2001: Unten am Fluss – Robert Harper, Paul Panting als Strawberry
- 2001: Digimon 02 – Toshiyuki Morikawa als Mummymon
- 2004–2008: Ed – Der Bowling-Anwalt – Tom Cavanagh als Ed Stevens
- 2004–2010: Nip/Tuck – Schönheit hat ihren Preis – Dylan Walsh als Sean McNamara
- 2005: Der Adler – Die Spur des Verbrechens – Jens Albinus als Hallgrim „Der Adler“ Hallgrimsson
- 2005–2006: Desperate Housewives – Roger Bart als George Williams
- 2006–2010: Lost – François Chau als Dr. Pierre Chang/Dr. Marvin Candle/Dr. Mark Wickmund/Dr. Edgar Halliwax
- 2007–2010: Heroes – Jack Coleman als Noah Bennet
- 2008, 2013: Breaking Bad – Adam Godley als Elliott Schwartz
- 2008: Dexter – Tony Goldwyn als Dr. Emmett Meridian
- 2008–2011: Coop gegen Kat – Trevor Devall als Mr. Burtonburger
- 2009: Prison Break – Anthony Azizi als Naveen Banerjee
- 2009–2012: Die Superschurken-Liga – Lee Tockar als Dr. Schrott
- 2011: Breaking Bad – David Costabile als Gale Boetticher
- 2011: Dexter – Sean O’Bryan als Dan Mandell
- 2012: Vampire Diaries – Jack Coleman als Bill Forbes
- 2012–2016: Willkommen in Gravity Falls – Gregg Turkington als Toby Determined
- 2012–2016: Unforgettable – Dylan Walsh als Detective Al Burns
- seit 2012: Ninjago – Colin Murdock als Ed Walker
- 2015–2023: The Flash – Tom Cavanagh als Dr. Harrison Wells/Eobard Thawne/Reverse–Flash
- 2016: Travelers – Die Reisenden als Pastor
- 2016–2020: Fuller House – Bob Saget als Danny Tanner
- seit 2016: Miraculous – Geschichten von Ladybug und Cat Noir – Joe Ochman als André Bourgeois
- 2017–2021: Haus des Geldes – Enrique Arce als Arturo Román
- 2019: Daybreak – Matthew Broderick als Michael Burr
- 2022: Stranger Things – Paul Reiser als Dr. Sam Owens
- 2022: Zoomania+ – Don Lake als Stu Hopps

## Filmografie (als Schauspieler)
- 1985: Drei gegen Drei
- 1986: Didi auf vollen Touren
- 1988: Didi – Der Experte
- 1988: Die Senkrechtstarter
- 1996: Alarm für Cobra 11 – Die Autobahnpolizei

## Hörspiele
- 2010: Peter Jacobi: Der Pap@mat – Regie: Oliver Sturm (Kinderhörspiel – DKultur)

## Hörbücher
- 2013: Marc Levy: Die zwei Leben der Alice Pendelbury, Random House Audio, gekürzte Fassung, ISBN 978-3-8371-1997-8/ungekürzt für Audible.[1]